# Canal Elba-Lübeck

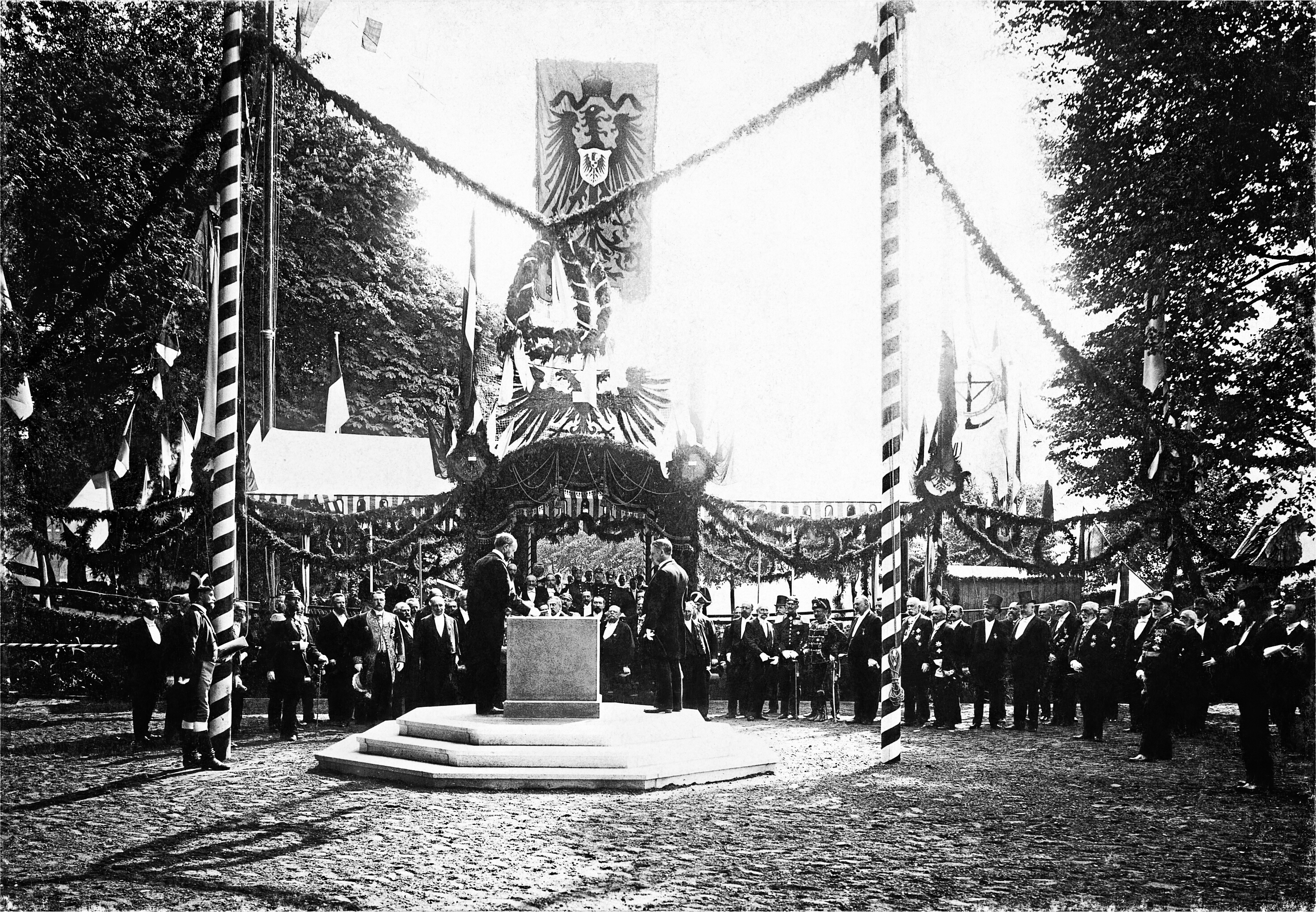
Innovador (1895)

El Canal Elba-Lübeck (también conocido como Canal Elbe-Trave) es una vía de agua artificial de 64 kilómetros que conecta la bahía de Lübeck con el curso bajo del río Elba, poco antes de que este llegue a la ciudad de Hamburgo.
Su construcción comenzó en 1895 y terminó cinco años después, en 1900.
Está situado en el este de Schleswig-Holstein, Alemania. Conecta los ríos Elba y Trave, creando una ruta de aguas interiores a través de la divisoria deaguas del Mar del Norte al Mar Báltico. El canal incluye siete esclusas y recorre una longitud de 64 kilómetros entre las ciudades de Lübeck, al norte, y Lauenburg, al sur, pasando por los lagos de Mölln. El canal moderno se construyó en la década de 1890 para sustituir al canal de Stecknitz, un curso de agua medieval que unía los mismos dos ríos.

## Tecnología
El canal pasa por dos esclusas que ascienden desde el Elba hasta el punto más alto del canal y cinco esclusas que descienden desde el punto alto hasta el Trave. Cada esclusa se construyó con una longitud interior de 80 metros y una anchura interior de 12 metros.